# Chapinophis xanthocheilus
Chapinophis xanthocheilus – gatunek węża z rodziny połozowatych (Colubridae), jedyny przedstawiciel monotypowego rodzaju Chapinophis. Występuje tylko na terenie Gwatemali.